# Fernbedienungsterminal

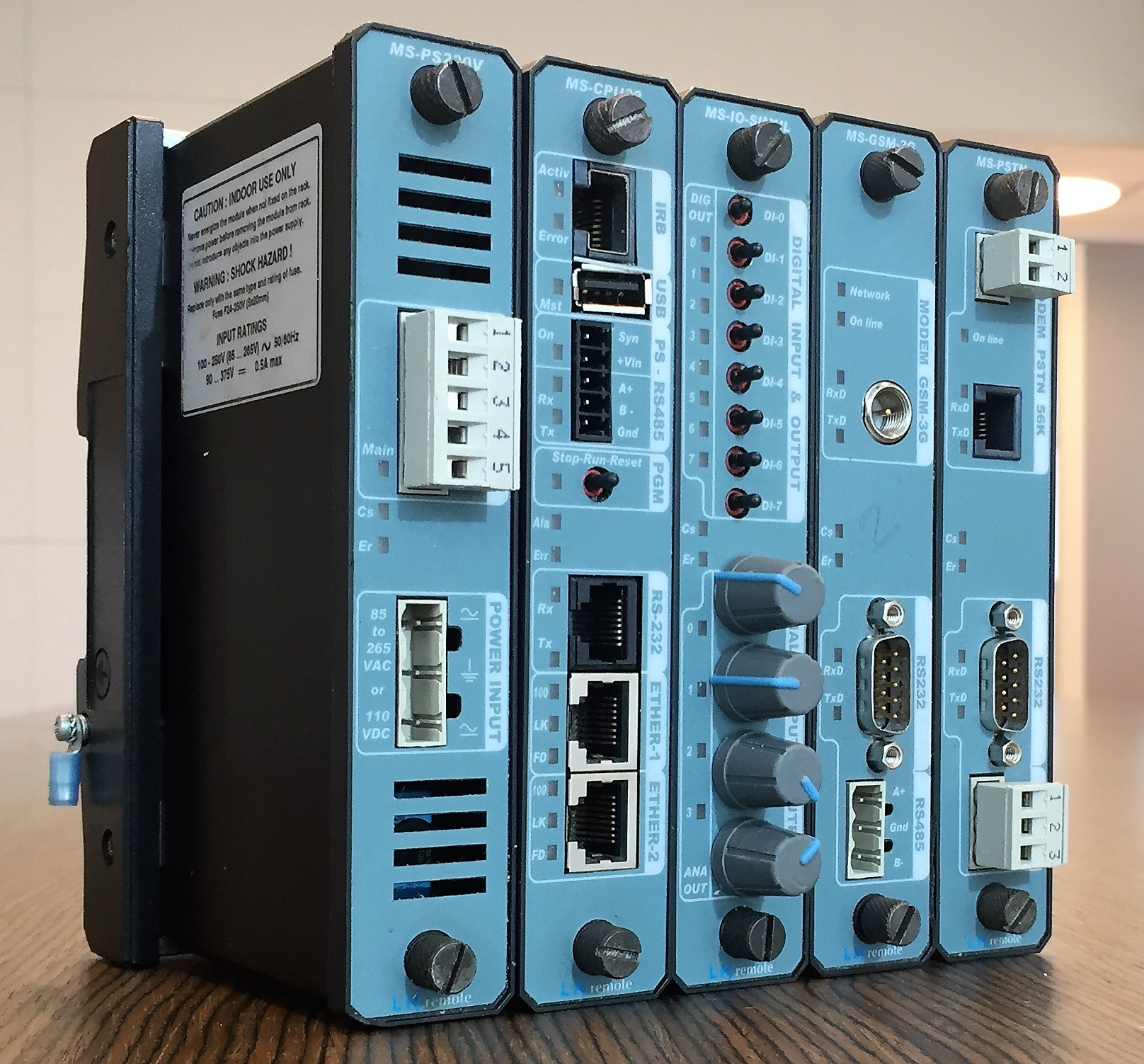
Remote Terminal Unit

Als Remote Terminal Unit (RTU, deutsch Fernbedienungsterminal) wird ein regeltechnisches bzw. steuerungstechnisches Instrument zur Fernsteuerung bezeichnet. Es wird für die Prozesstechnik, Energieübertragung, Energieverteilung und Energieerzeugung verwendet, wo man von einer Warte oder weit entferntem Zentrum aus bestimmte Prozesse überwachen und/oder fernsteuern kann. Hierfür wird auch die Bezeichnung Fernwirken verwendet, weshalb im deutschsprachigen Raum RTUs häufig Fernwirkgeräte genannt werden.
Die Übertragung zwischen dem Leitstand und der RTU erfolgt über Pilotkabel, kabellos oder eine bestehende Kommunikationstechnik. Für die Übertragung der Steuerdaten auf einer Hochspannungsleitung wird ein so genannter Power Line Carrier (PLC) verwendet. In der letzten Zeit wird PLC zunehmend durch die Übertragung der Daten in einem im Erdseil einer Hochspannungsleitung integrierten Lichtwellenleiter ersetzt. Dies ermöglicht eine weitaus höhere Übertragungskapazität.
In der Fernwirktechnik und in der Kommunikation inner- und außerhalb von Schaltanlagen kommen die Protokolle IEC 60870-5-101/104 und IEC 61850 zum Einsatz.